# Susan George (écrivaine)
Pour les articles homonymes, voir Susan George et George.
 (mai 2022).
Susan George (née le 29 juin 1934 à Akron (Ohio, États-Unis)) est politologue et écrivaine franco-américaine, militante altermondialiste et présidente d’honneur de l'Association pour la taxation des transactions financières et pour l'action citoyenne (ATTAC).

## Biographie
Née le 29 juin 1934 à Akron dans l'Ohio aux États-Unis, Susan George vit depuis longtemps en France et a acquis la nationalité française en 1994. Après des études de littérature française et de sciences politiques au Smith College de Northampton (Massachusetts), elle vient s'installer à Paris, se marie, a trois enfants, puis reprend ses études et obtient une licence de philosophie à La Sorbonne en 1967. Après la publication de son premier livre en 1976, elle s’inscrit à l'École des hautes études en sciences sociales, où sa thèse en science politique sur le transfert du système alimentaire américain au reste du monde obtient la mention « très honorable » en 1978[source insuffisante].

## Activités militantes
« On ne promet pas la lune. On ne dit pas que l'on a réponse à tout, mais l'on a des solutions. Notre but est de faire des sociétés décentes et rationnelles où les gens vivent à peu près bien, où il y a relativement peu d'inégalités, et où à peu près tout le monde a un emploi, est bien soigné et peut offrir une bonne éducation à ses enfants. »

— Susan George, Susan George au Devoir - Récompenser les coupables, punir les victimes
Susan George est très engagée dans les combats internationaux. Elle se sert notamment de ses livres pour communiquer ses idées. 
Elle a participé à la fondation du Transnational Institute à Amsterdam et en est maintenant Présidente du Conseil. Elle a été au centre de la coordination rassemblant l’ensemble des mouvements français contre l’AMI (Accord multilatéral sur les investissements) et pour la réforme de l'OMC. Elle a été présidente de l’Observatoire de la mondialisation aujourd'hui dissous, et a été membre du Conseil d’administration de Greenpeace International et de Greenpeace France, de 1990 à 1995. Elle est enfin membre du comité de parrainage de la Coordination française pour la Décennie de la culture de paix et de non-violence. Plusieurs dizaines de ses articles en anglais et en français sont disponibles sur sa page du Transnational Institute.   
Personnalité fondatrice de la première organisation Attac depuis sa création à Paris en 1998, elle a écrit un livre Attac sur l'OMC et a été vice-présidente d'Attac France et membre de son Bureau de 1999 à 2006. En 2005-2006, elle a joué un rôle important dans le mouvement de remise en cause de son ancienne direction en appelant notamment à deux reprises à voter pour une liste de ses opposants et en protestant contre la fraude avérée concernant les élections de juin 2006 à son Conseil d'administration. Depuis le remplacement de l'ancienne équipe par des dirigeants en accord avec ses conceptions, Susan George a demandé à ne plus participer à la direction d'Attac France, restant seulement membre de son collège des Fondateurs et de son conseil scientifique. En 2003, le conseil d'administration d'Attac la nomme présidente d'honneur.
En 2011, elle présente la conférence d'ouverture de la deuxième édition de l'université d'été des Nouveaux Cahiers du socialisme tenue à l'Université du Québec à Montréal.
En mars 2012 elle participe à la création du Collectif Roosevelt avec l'aide de Stéphane Hessel, Edgar Morin et Michel Rocard et de nombreux intellectuels et personnalités publiques de la société civile et politique. Ce collectif présente 15 propositions pour éviter un effondrement économique, élaborer une nouvelle société et lutter contre le chômage endémique et créer une Europe démocratique.
En 2013, elle participe au nouveau parti politique Nouvelle Donne aux côtés de Pierre Larrouturou. En juillet 2013, elle cosigne dans le journal Le Monde, avec Edgar Morin et Dominique Méda, une tribune soutenant l'initiative citoyenne européenne « Arrêtons l'écocide en Europe ».
En mars 2019, en soutien à Geneviève Legay, militante d'ATTAC de 74 ans gravement blessée à la manifestation des gilets jaunes du 23 mars 2019 à Nice, au cours d'une charge des forces de l'ordre, elle s'adresse à Emmanuel Macron et à son gouvernement pour appeler à protéger les manifestants, contre sa politique, en réponse à un message du président de la République souhaitant à Geneviève Legay « un prompt rétablissement, et peut-être une forme de sagesse ».

## Publications
- Je chemine avec... Susan George, éd. Le Seuil, 2020
- Shadow Sovereigns: How Global Corporations are Seizing Power, éd. Polity, 2015
- How To Win The Class War - The Lugano Report II, éd. TNI, 2012, rééd. 2013
- Whose Crisis, Whose Future?: Towards a Greener, Fairer, Richer World, éd. Polity Press, 2010
- Hijacking America: How the Religious and Secular Right Changed What Americans Think, éd. Polity Press, 2007, rééd. 2008
- Religion and Technology in the 21st Century: Faith in the E-World, éd.  Information Science Publishing, 2006
- We, the Peoples of Europe, éd. Pluto Press, 2005, rééd. 2008
- Another World Is Possible If..., éd. Verso, 2003
- Anti-capitalism: A Guide to the Movement, coécrit avec Emma Bircham et John Charlton, éd. Bookmarks, 2001, rééd. 2005
- Liverpool Park Estates: Their Legal Basis, Creation and Early Management, éd. Liverpool University Press, 2000
- The Lugano Report: On Preserving Capitalism in the Twenty-First Century, éd. Pluto, 1999, rééd. 2003
- Faith And Credit: The World Bank's Secular Empire, coécrit avec  Fabrizio Sabelli, éd. Westview Press, 1994
- The Debt Boomerang: How Third World Debt Harms Us All, éd. Pluto Press, 1991
- A Fate Worse Than Debt, éd. Grove Press, 1988, rééd. 1990
- Ill Fares the Land: Essays on Food, Hunger and Power, éd. Penguin Books, 1984, rééd 1990
- Feeding the Few: Corporate Control of Food, éd. Transaction Publishers, 1978
- How the Other Half Dies, éd. Rowman & Littlefield Publishers, 1976, rééd. 1989

### Livres traduits ou écrits en français
- Comment meurt l’autre moitié du monde, (trad. de How the Other Half Dies: The Real Reasons for World Hunger, Penguin, 1976)
- Jusqu'au cou : enquête sur la dette du tiers monde, (La découverte, 1988, trad. de A Fate Worse Than Debt)
- L’Effet boomerang, Choc en retour de la dette du tiers monde, (La Découverte/Essais, 1992),  (ISBN 9782707121370)
- La Suisse aux enchères Répliques à la pensée unique (avec Fabrizio Sabelli, Éditions Zoe, 1997 Carouge)[8]
- Le Rapport Lugano, (Pluto Press, 1999 ; Fayard, 2000)
- La Mondialisation libérale (avec Martin Wolf, Grasset/Les Échos, 2002)
- Un autre monde est possible si... (Fayard, 2004).
- Nous peuples d'Europe (Fayard, 2005)
- La Pensée enchaînée (Fayard, 2007)
- Leur crise, nos solutions (Albin Michel, 2010)
- « Cette fois, en finir avec la démocratie. » : Le Rapport Lugano II (Éditions du Seuil , 2012)
- Altergouvernement, ouvrage collectif réunissant Paul Ariès, Geneviève Azam, Marc Dufumier, Marie Duru-Bellat, Claude Egullion, Jean-Baptiste Eyraud, Jean-Marie Harribey, Franck Lepage, Philippe Leymarie, Laurent Mucchielli, Aline Pailler, Nathalie Péré-Marzano, Fabien Piasecki, Michel Pinçon, Monique Pinçon-Charlot, Clarisse Taron, et Jacques Testart, éditions Le Muscadier, 2012
- Les Usurpateurs (Le Seuil, 2014)